# 陳成婷
陳成婷，台灣人，旅居柏林的舞台空間設計，畢業於國立臺北藝術大學劇場設計系、柏林工業大學舞台與空間設計研究所碩士，作品曾兩次入選WSD世界劇場設計展。

## 背景
畢業於國立臺北藝術大學劇場設計系、柏林工業大學舞台與空間設計研究所碩士，長年居住在柏林，六歲開始與國立台灣藝術大學舞蹈系的老師學習芭蕾舞，爾後又學習了民族舞及踢踏舞，因為習舞而進入劇場。
國立臺北藝術大學劇場設計系畢業後，曾在牯嶺街小劇場經營管理處演出技術部工作，同時在復興高中戲劇班擔任講師。
在2010年因對德國劇場前輩的憧憬，靠著工作存到的二十萬元飛往德國念研究所，並在包浩斯設計學院參與兩年的工作坊，爾後遇到編舞家Karina Suárez Bosche及Andrea Krohn共同創辦P_A_R_A_R/Immersive Performance Art，於2016年擔任「聚合舞Polymer DMT」擔任舞台設計，往後致力於發展身份/身份認同的製作。

## 經歷
2004年，擔任第四屆女節陳惠文作品《宛若我是》演員。
2007年，參與北藝大戲劇學院公演《1：24混合發作》。
2008年至2010年任職於牯嶺街小劇場經營管理處演出技術部同時任教於臺北市立復興高中戲劇班。
2009年，《1：24混合發作》入圍WSD世界劇場設計展，並赴首爾參展，同年並擔任《Lost home》演員，赴東京Proto-Theater演出及擔任O劇團《三房一廳》舞臺設計。
2015年，3月於台北國際藝術村展演「對不起，我不明白，可以再說一遍嗎？」，與編舞家Karina Suárez Bosche及Andrea Krohn共同創辦P_A_R_A_R /Immersive Performance Art （沉浸式劇場）舞蹈創作平台並擔任視覺與技術總監並受上海藝術中心國際藝術節邀請，以8個字收斂創作核心：空間演繹、身體記憶。
2016年，加入長期居住於德國埃森的編舞者羅芳芸、德國的視覺影像藝術家Hanna Linn Ernst、瑞士的音樂創作藝術家Patrik Zosso以及台灣的表演者鍾志文共組表演團隊「聚合舞Polymer DMT 」擔任舞台設計。
2017年與女節合作《母親-放我在妳鞋裡》且參與台北藝術節與巴黎劇院合作創立的「歐洲工坊藝術節」，與葡萄牙作家里卡多．內維斯-內維斯（Ricardo Neves-Neves）共同合作於五月份巴黎市立劇院進行《漂浮之島》展演，九月在台北水源劇場呈現第二階段的演出。
2018年，聚合舞Polymer DMT發展關於身份/身份認同的製作，作品名稱為：UNSOLVED，並於竹圍工作室駐村，10/19-21於華山文創園區烏梅劇院演出4場次。
2020年，與聚合舞Polymer DMT參與桃園鐵玫瑰藝術節製作《Better Life？》，擔任空間設計，8/15-16於桃園展演中心-展演廳演出2場次。本演出獲第19屆台新藝術獎提名。
2021年，與聚合舞Polymer DMT製作身份二部曲《Home away from home》擔任空間設計，5/7-5/9雲門劇場演出6場次。